# França nos Jogos Olímpicos de Inverno de 1956
A França participou dos Jogos Olímpicos de Inverno de 1956 em Cortina d'Ampezzo, na Itália.
A França não conquistou nenhuma medalha nestes jogos.